# John de Balliol

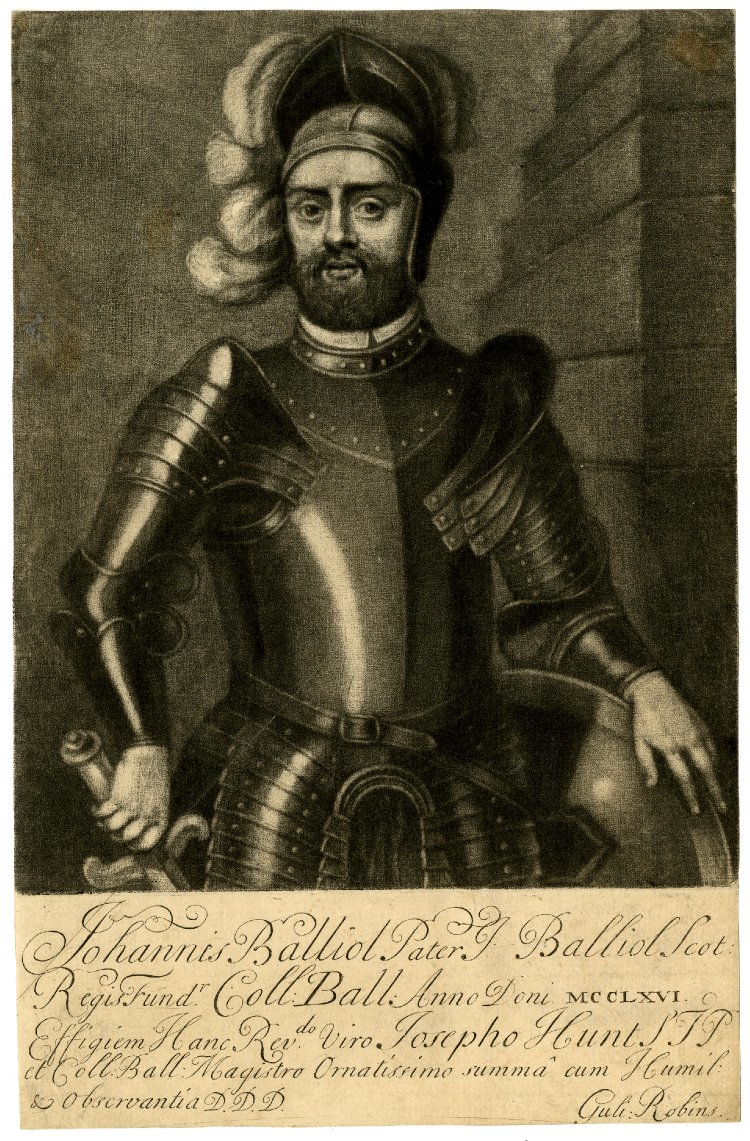
Mezzatinta di John de Balliol.

John de Balliol (... – ottobre 1268) è stato un nobile inglese, padre di re Giovanni di Scozia.

## Biografia
Era il figlio primogenito di Hugh de Balliol, signore di Barnard Castle, e di sua moglie Cecilie de Fontaines. Alla morte del padre nel 1228 ereditò le fortune familiari; all'epoca i Balliol erano una famiglia nobile minore e, nonostante possedessero terre in Inghilterra e Francia, non avevano molta rilevanza politica, ma le cose sarebbero presto cambiate con le politiche di John.
Nel 1233 sposò infatti Dervorguilla di Galloway, una delle più ricche ereditiere del regno di Scozia in quanto figlia del grande feudatario Alan di Galloway, entrando così nella politica interna scozzese. Inizialmente venne contrastato da re Alessandro II di Scozia, che temeva le ingerenze inglesi nel proprio regno; al contrario venne favorito da re Enrico III d'Inghilterra, che gli concesse trenta paghe da cavaliere e lo nominò sceriffo del Cumberland e comandante del castello di Carlisle. Dopo la morte di Alan di Galloway e le controversie sulla spartizione della sua eredità, Alessandro II supportò prima la sua figlia maggiore Elena di Galloway e suo marito Roger de Quincy, poi il figlio naturale Thomas di Galloway, che tuttavia John de Balliol riuscì a catturare e a tenere prigioniero per molti decenni, tanto che poté essere liberato solo durante il regno di Edoardo I e dopo la morte del rivale.
Morto Alessandro II di Scozia, Balliol riuscì a diventare uno dei reggenti di suo figlio Alessandro III, venendo tuttavia rimosso dopo pochi anni da trame di palazzo (forse col coinvolgimento del suo protettore Enrico III, che non voleva che diventasse troppo potente). Nel 1263 fondò il Balliol College, uno degli attuali costituenti dell'università di Oxford.
Rimase fedele al re durante la seconda guerra dei baroni e venne catturato alla battaglia di Lewes, venendo rilasciato poco dopo. Non cambiò la propria fedeltà, e dopo la disfatta baronale poté mantenere tutti i propri possedimenti. Morì verso la fine del 1268, anche se la data esatta è ignota. La moglie Dervorguilla fece estrarre il suo cuore, che fece imbalsamare per tenere con sé, venendo infine seppellita con esso a Sweetheart Abbey, che lei stessa aveva fondato in memoria del marito; del corpo di John de Balliol invece non si conosce il destino.

## Discendenza
John de Balliol e sua moglie Dervorguilla ebbero sette figli:
- Hugh Balliol;
- Alan Balliol;
- Alexander Balliol;
- John Balliol (1249-1314), in seguito re di Scozia;
- Cecily Balliol;
- Ada Balliol;
- Alianore Ballio.

## Ascendenza
|                      |                       |                       | Genitori |  |  | Nonni              |  |  | Bisnonni           |  |
|                      |                       |                       |          |  |  | Eustace de Balliol |  |  | Bernard de Balliol |  |
|                      |                       |                       |          |  |  | Eustace de Balliol |  |  | Bernard de Balliol |  |
|                      |                       | Agnes de Pinkeney     |          |  |  | Eustace de Balliol |  |  |                    |  |
| Hugh de Balliol      |                       |                       |          |  |  | Eustace de Balliol |  |  |                    |  |
|                      |                       | …                     | …        |  |  |                    |  |  |                    |  |
|                      |                       | …                     | …        |  |  |                    |  |  |                    |  |
|                      |                       | …                     | …        |  |  |                    |  |  |                    |  |
| John de Balliol      |                       | …                     |          |  |  |                    |  |  |                    |  |
|                      | Alleaume de Fontaines | …                     |          |  |  |                    |  |  |                    |  |
|                      | Alleaume de Fontaines | …                     |          |  |  |                    |  |  |                    |  |
|                      | Alleaume de Fontaines | …                     |          |  |  |                    |  |  |                    |  |
| Cecilie de Fontaines | Alleaume de Fontaines |                       |          |  |  |                    |  |  |                    |  |
|                      |                       | Laure de Saint-Valéry | …        |  |  |                    |  |  |                    |  |
|                      |                       | Laure de Saint-Valéry | …        |  |  |                    |  |  |                    |  |
|                      |                       | Laure de Saint-Valéry | …        |  |  |                    |  |  |                    |  |
|                      |                       | Laure de Saint-Valéry |          |  |  |                    |  |  |                    |  |